# Quillota inca
Quillota inca o Quillota incaica es una región histórica que actualmente se encuentra en el centro de Chile, toma su nombre de la localidad de Quillota en el valle del Aconcagua. Según los cronistas españoles Quillota era el nombre que el Tahuantinsuyo daba a las extensas áreas del oeste del Collasuyo que había sido incorporado al imperio luego de la guerra inca-mapuche. Quillota no era una división político-administrativa, pues para eso existían los huamanis, siendo el más importante el huamani de Chili, el más austral de la región, del Collasuyo y del Incario en general.

## Descripción

### Consolidación incaica
Luego del desfavorable resultado en la batalla del Maule, el gobierno del emperador Túpac Yupanqui decidió asegurar las nuevas adquisiciones territoriales y dar por finalizado la expansión hacia el sur chileno. Convirtiéndose Quillota en el punto neurológico de las operaciones administrativas incaicas, siendo el motivo del porque por antonomasia los territorios desde las contemporáneos regiones de Coquimbo/Valparaíso y Maule recibían el nombre de Quillota.
Cabe destacar que el término Quillota inca solo se usaba para describir las áreas entre los ríos Choapa/Maipo y Maule, y el gobierno incaico no incluía los territorios al norte del Choapa como parte de Quillota.

### Conflictos internos e incorporación española
Durante la guerra civil inca, Quillota quedó bajo el bando de Huáscar pero ante el recrudecimiento de la guerra, los recursos del gobernador Quilicanta fueron redirigidos hacia el Chinchaysuyo, lo que fue aprovechado por indígenas promaucas para sublevarse contra el poder inca, Quilicanta intentó mantener la soberanía de su patria y los límites de Quillota, la región de Quillota fue de los últimos lugares periféricos en mantener lealtad a la monarquía incaica, aun después de la muerte tanto de Huáscar como de Atahualpa y el ingreso español al Cuzco, además el pincunche Michimalonco paralelamente había iniciado una guerra contra los incas remanentes de Quillota.
Quillota que se había convertido en una forma de enclave militar incaico por decisión de Quilicanta entre zonas sublevadas picunches decidió aliarse inicialmente con Pedro de Valdivia y sus indios que se habían sublevados contra Atahualpa, con quien luchó contra Michimalonco. La alianza hispano-incaica se deterioró rápidamente, hasta que Quilicanta se reconcilió con Michimalonco para luchar contra los europeos, aunque ya demasiado tarde, los hispanos ya habían ingresado completamente en Quillota y por el huamani de Chili decidieron renombrar a sus nuevas adquisiciones territoriales como «Chile» y avanzar más allá del sur del Maule.
La Quillota inca fue convertida en el corregimiento de Quillota dentro de la nueva Capitanía General de Chile.